# Alberta Santuccio
Alberta Santuccio (Catània, 22 d'octubre de 1994) és una esportista italiana que competeix en esgrima, especialista en la modalitat d'espasa.
Va participar en els Jocs Olímpics de Tòquio 2020, i hi va obtenir una medalla de bronze en la prova per equips (juntament amb Rossella Fiamingo, Federica Isola i Mara Navarria). També va aconseguir 3 medalles de plata en els Campionats del Món i 2 medalles als Campionats d'Europa. Als Jocs Europeus de Bakú 2015 va obtenir una medalla de bronze en la prova per equips.
En els Jocs Olímpics d'estiu de 2024 realitzats a París (França) va aconseguir la medalla d'or en la prova d'espasa per equips femení.

## Palmarès internacional
| Jocs Olímpics      | Jocs Olímpics       | Jocs Olímpics | Jocs Olímpics     |
| Any                | Lloc                | Medalla       | Prova             |
| ------------------ | ------------------- | ------------- | ----------------- |
| 2020               | Tòquio ( Japó)      | 3             | Espasa per equips |
| 2024               | París ( França)     | 1             | Espasa per equips |
| Campionat del Món  |                     |               |                   |
| Any                | Lloc                | Medalla       | Prova             |
| 2022               | El Caire ( Egipte)  | 2             | Espasa per equips |
| 2023               | Milà ( Itàlia)      | 2             | Espasa individual |
| 2023               | Milà ( Itàlia)      | 2             | Espasa per equips |
| Campionat d'Europa |                     |               |                   |
| Any                | Lloc                | Medalla       | Prova             |
| 2022               | Antalya ( Turquia)  | 2             | Espasa per equips |
| 2023               | Cracòvia ( Polònia) | 3             | Espasa per equips |
| Jocs Europeus      |                     |               |                   |
| Any                | Lloc                | Medalla       | Prova             |
| 2015               | Bakú ( Azerbaidjan) | 3             | Espasa per equips |